# Sapogne-sur-Marche
Sapogne-sur-Marche ist eine französische Gemeinde mit 149 Einwohnern (Stand: 1. Januar 2022) im Département Ardennes in der Région Grand Est. Die Gemeinde gehört zum Arrondissement Sedan und zum Kanton Carignan. 

## Geografie
Sapogne-sur-Marche liegt etwa 37 Kilometer ostsüdöstlich vom Stadtzentrum Sedans in den Argonnen an der Grenze zu Belgien. An der nordwestlichen Gemeindegrenze verläuft das Flüsschen Marche. Umgeben wird Sapogne-sur-Marche von den Nachbargemeinden Auflance im Norden und Nordwesten, Florenville im Norden, Margny im Norden und Nordosten, Herbeuval im Osten, Signy-Montlibert im Süden, Margut im Südwesten sowie Moiry im Westen.

## Bevölkerungsentwicklung
| 1962                      | 1968 | 1975 | 1982 | 1990 | 1999 | 2006 | 2011 | 2016 |
| ------------------------- | ---- | ---- | ---- | ---- | ---- | ---- | ---- | ---- |
| 226                       | 214  | 182  | 162  | 133  | 130  | 141  | 143  | 138  |
| Quelle: Cassini und INSEE |      |      |      |      |      |      |      |      |

## Sehenswürdigkeiten
- Kirche Saint-Ouen
- Schloss Tassigny aus dem 16./17. Jahrhundert, seit 1991 Monument historique

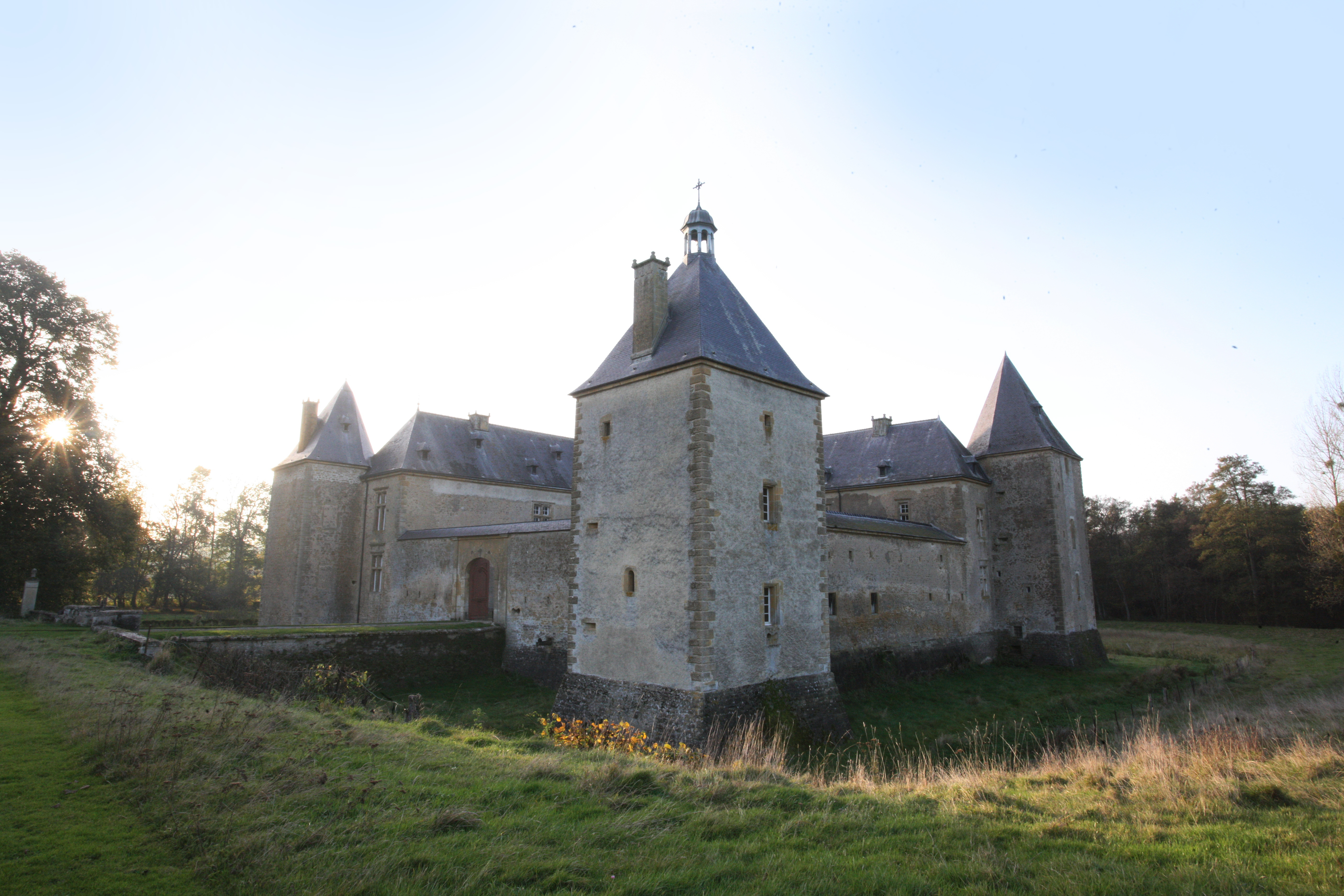
Schloss Tassigny